# Северо-Осетинский театр оперы и балета
Национа́льный госуда́рственный теа́тр о́перы и бале́та Республики Северная Осетия — Алания — музыкальный театр в городе Владикавказе. Имеет статус «Национального достояния Республики Северная Осетия — Алания». Основан в 1958 году. Комплекс зданий расположен в центре Владикавказа, на набережной реки Терек, по адресу: улица Тхапсаева, 18.
Художественный руководитель с 2005 года — народная артистка России Лариса Гергиева.
С 2017 года — филиал Государственного академического Мариинского театра.

## История
У истоков возникновения осетинской вокальной школы стоит Фрида Вениаминовна Нусинова. Она была одним из основателей музыкального училища в г. Орджоникидзе (ныне Владикавказский колледж искусств им. В. А. Гергиева), много лет возглавляла вокальное отделение, открытое в 1938 году. Выпускники Ф. В. Нусиновой составили кадровую основу национального вокального искусства, благодаря чему в Северной Осетии был открыт музыкальный театр. В этом театре выступала оперная певица, в годы Второй Мировой войны служившая разведчицей в Германии, Нина Кануковна Едзиева. Она также работала педагогом на вокальном отделении Орджоникидзевского музыкального училища. Труппа была создана из оперной труппы театра и оперного ансамбля филармонии. Первым директором и художественным руководителем стал оперный режиссёр, Народный артист РСФСР Юрий Леков. Театр, как оперно-балетный, открылся 18 апреля 1972 года оперой Вано Мурадели «Великая дружба». Открыт в здании Северо-Осетинского музыкально-драматического театра (основан в 1958 году).
На сцене театра были поставлены оперы «Отелло», «Аида», «Бал-маскарад», «Риголетто», «Травиата» Верди; «Чио-Чио-сан» и «Тоска» Пуччини; «Иоланта», «Евгений Онегин», «Пиковая дама» П.Чайковского; «Фауст» Ш. Гуно, «Сельская честь» Масканьи, «Паяцы» Леонкавалло, оперы советских авторов «Зори здесь тихие» Кирилла Молчанова, «Укрощение строптивой» В. Шебалина. Так же ставились осетинские национальные оперы и балеты. Это оперы Христофора Плиева «Коста» и «Фатима», Ильи Габараева «Азау», «Оллана», «Бонварнон»; Дудара Хаханова «Ханты цагъд», «Огни в горах», Резвана Цорионти «Поляна влюбленных», Ларисы Кануковой «Яблоко нартов», балет Дудара Хаханова «Хетаг» (на сюжет К. Хетагурова); 16 национальных оперетт и одного мюзикла. В разные годы в театре работали режиссёры Юрий Леков, Маирбек Цихиев, Зарифа Бритаева, Владимир Канделаки, Исай Фаликов, дирижёры Валерий Гергиев, Павел Панасян, Анатолий Брискин, художники Юрий Федоров, Николай Котов, Николай Левчук, балетмейстеры Галина Шаховская, Юрий Мячин, Анатолий Голышев, Виктор Пашкевич.
Солистами театра являлись такие выдающиеся оперные певцы, как народные артисты России Долорес Билаонова, Юрий Бацазов, Эмилия Цаллагова, Елкан Кулаев, заслуженные артисты РСФСР Мария Котолиева, Таисия Тогоева, Федор Суанов и другие.
В 1960 и 1974 годах театр участвовал в Декаде литературы и искусства Северной Осетии в Москве с оперой Христофора Плиева «Коста» (поставлена в Большом театре (1960) и МАМТ им. Станиславского и Немировича-Данченко (1974)).
С 2005 года в театре проходит Всероссийский фестиваль музыкального искусства «В гостях у Ларисы Гергиевой».
В 2012 году Северо-Осетинский театр оперы и балета признан достоянием республики, и ему присвоено звание Национального.
В 2017 году театр стал филиалом Мариинского театра.
26 мая 2018 года, после 30-летнего перерыва, была поставлена опера Христофора Плиева «Коста».

## Здание театра
В 1910-х годах, по проекту архитектора Ивана Васильевича Рябикина, предполагалось на набережной реки Терека возвести здание Народного дома, но здание не было достроено, так как грянула Первая Мировая война, а затем революция и Гражданская война.
В 1956—1958 годах по проекту известного архитектора, профессора Т. М. Бутаевой, на фундаменте Народного дома, было построено здание Северо-Осетинского музыкально-драматического театра (с 1972 года — музыкального театра).
Число мест в зрительном зале — 680, высота сцены — 12 м, ширина сцены — 14 м.
С началом 1990-х годов в здании помимо Театра оперы и балета, параллельно размещается государственный Дигорский драма-комедийный театр.
Здание театра является памятником архитектуры, это объект культурного наследия России регионального значения.

## Коллектив

### Руководство
- Художественный руководитель — Народная артистка РФ Лариса Абисаловна Гергиева.
- Директор и главный режиссёр — Народный артист Республики Северная Осетия — Алания Анатолий Ильич Галаов.
- Главный дирижёр — В настоящее время оркестр работает только с приглашенными дирижёрами.
- Главный балетмейстер — Заслуженный артист РСФСР В. А. Пашкевич
- Главный хормейстер — Заслуженный деятель искусств РСО—Алания Изабелла Бериева.

### Оперная труппа
Народные артисты России:
- Эмилия Цаллагова (сопрано), лауреат Государственной премии РСО—Алания им. К. Л. Хетагурова
- Юрий Бацазов (баритон)

Народные артисты Республики Северная Осетия — Алания:
- Пётр Мукагов (тенор)
- Валерий Сабанов(баритон)
- Анатолий Хугаев (тенор)
- Хасан Кочиев (тенор)
- Ольга Фролова(сопрано)
- Эдуард Дауров (тенор)
- Олег Тайсаев (тенор)
- Аза Мисикова (меццо-сопрано)
- Галина Артёменко (сопрано)
- Елена Скалдина (меццо-сопрано)

Заслуженные артисты Республики Северная Осетия — Алания:
- Владимир Ма́лыш (баритон)
- Светлана Артёменко (сопрано)
- Юрий Федотов (бас)
- Рустам Абдулаев (тенор)
- Лейла Кисиева (меццо-сопрано)
- Фариза Кацоева (сопрано)

Лауреаты Международных конкурсов:
- Анна Барановская (лирико-колоратурное сопрано)
- Диана Бестаева (сопрано)
- Наталья Кириллова (сопрано)
- Михаил Наумов (бас)

### Балетная труппа
Заслуженные артисты Республики Северная Осетия — Алания:
- Рита Джикаева
- Виктория Гадиева

Артисты
- Руслан Бадов
- Казбек Шанаев
- Альбина Хетагурова
- Светлана Осипова
- Зарина Бадова
- Тамара Дзасохова
- Виолетта Магометханова
- Георгий Алборов
- Георгий Еналдиев

## Репертуар
Оперы:
- «Великая дружба» (В. Мурадели, 1972)
- «Фауст» (Ш. Гуно)
- «Коста» (Христофор Плиев, 1974)
- «Фатима» (Христофор Плиев, 1975)
- «Манон Леско» (Дж. Пуччини), 2008)
- «То́ска» (Дж. Пуччини)
- «Оланна» (И. Габараев)
- «Бонварнон» (И. Габараев)
- «Исповедь» (сценическая оратория на стихи К. Л. Хетагурова, А. Ачеев)
- «Чио-Чио-Сан (Мадам Баттерфляй)» Дж. Пуччини)
- «Отелло» (Дж. Верди, 1985)
- «Сельская честь» (П. Масканьи, 2006)
- «Зори здесь тихие» (К. Молчанов)
- «Волшебная флейта» (В. Моцарт)
- «Травиата» (Дж. Верди, 2008)
- «Трубадур» (Дж. Верди, 2011)
- «Кармен» (Ж. Бизе, 2009)
- «Пиковая дама» (П. Чайковский),2004)
- «Призраки Рождества» (Д. Батин, 2011)
- «Агриппина» (Г. Гендель, 2012)
- «Яблоко нартов» (Л. Канукова, 2012)
- «Тамара и Давид» (Г. Ханеданьян, 2012)
- «Мышкин теремок» А. Гречанинова, 2015. (Режиссёр-постановщик А. Галаов, дирижёр-постановщик Е. Кириллов, художник-постановщик В. Евчук)
- «Демон» А. Рубинштейна, премьера — 22 декабря 2015. (Режиссёр-постановщик А. Галаов, дирижёр-постановщик Е. Кириллов, художник-постановщик В. Евчук)
- «Елочкин сон» А. Гречанинова, премьера — 25 декабря 2015. (Режиссёр-постановщик К. Джелиев, дирижёр-постановщик Е. Кириллов, художник-постановщик Г. Плиев)

Оперетты:
- «Поцелуй Чаниты» (Ю. Милютин, 2009)
- «Летучая мышь» (И. Штраус, 2011)

Балеты:
- Коппелия (Л. Делиб, 1961)
- «Хетаг» (Д. Хаханов, 1979)
- «Ацамаз и Агунда» (Д. Хаханов, 1975)
- «Лесная девушка» (Х. Плиев, 1962)
- «Приключения Пиноккио» (Ж. Оффенбах, 2009)
- «Щелкунчик» (П. Чайковский, 2009)
- «Вальпургиева ночь» (Ш. Гуно, 2012 (Гастроли Чувашского ТОБ))
- «Любовь-волшебница» (Мануэль де Фалья, 2012 (Гастроли Чувашского ТОБ))

## Галерея

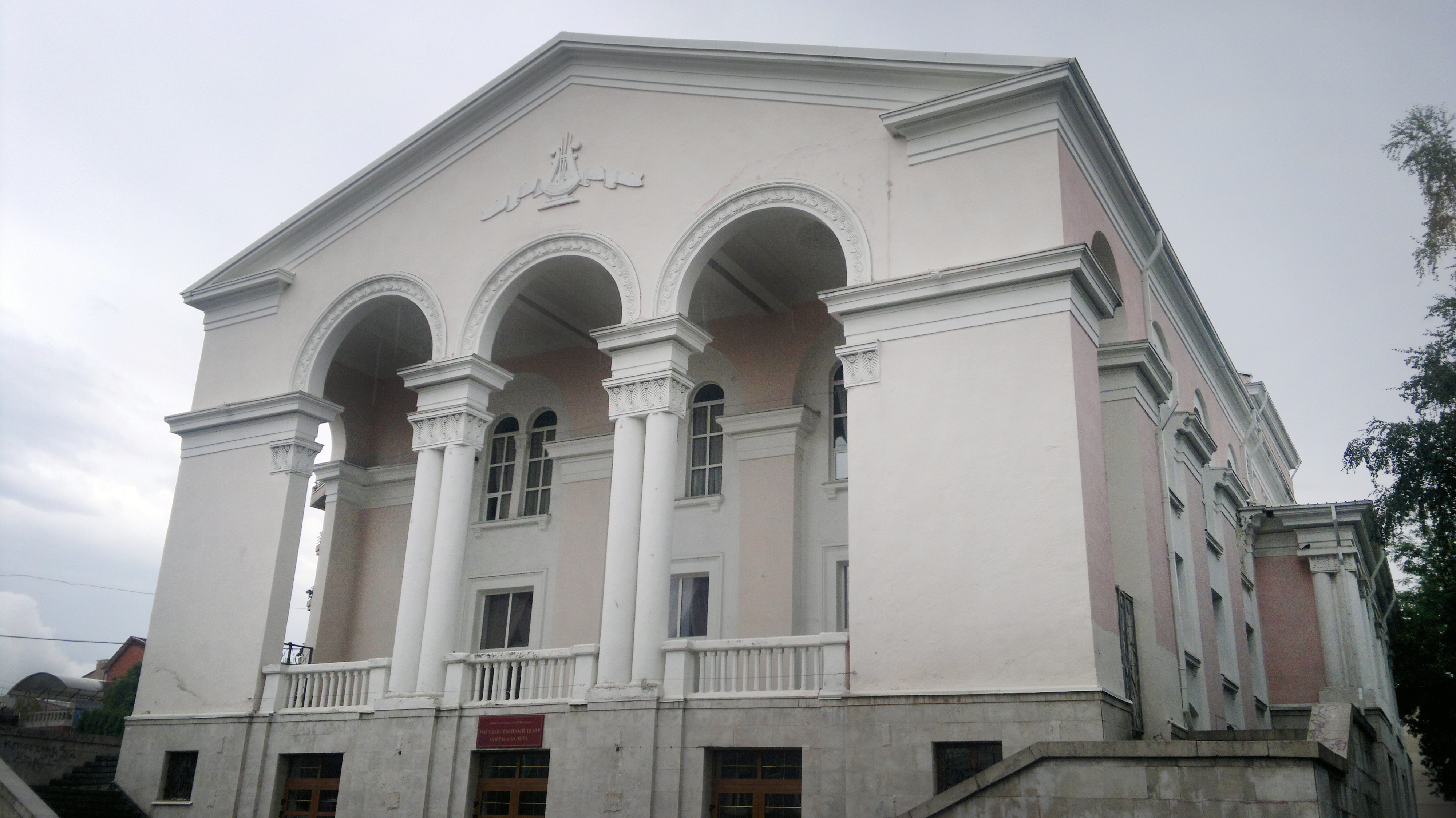
2012 год
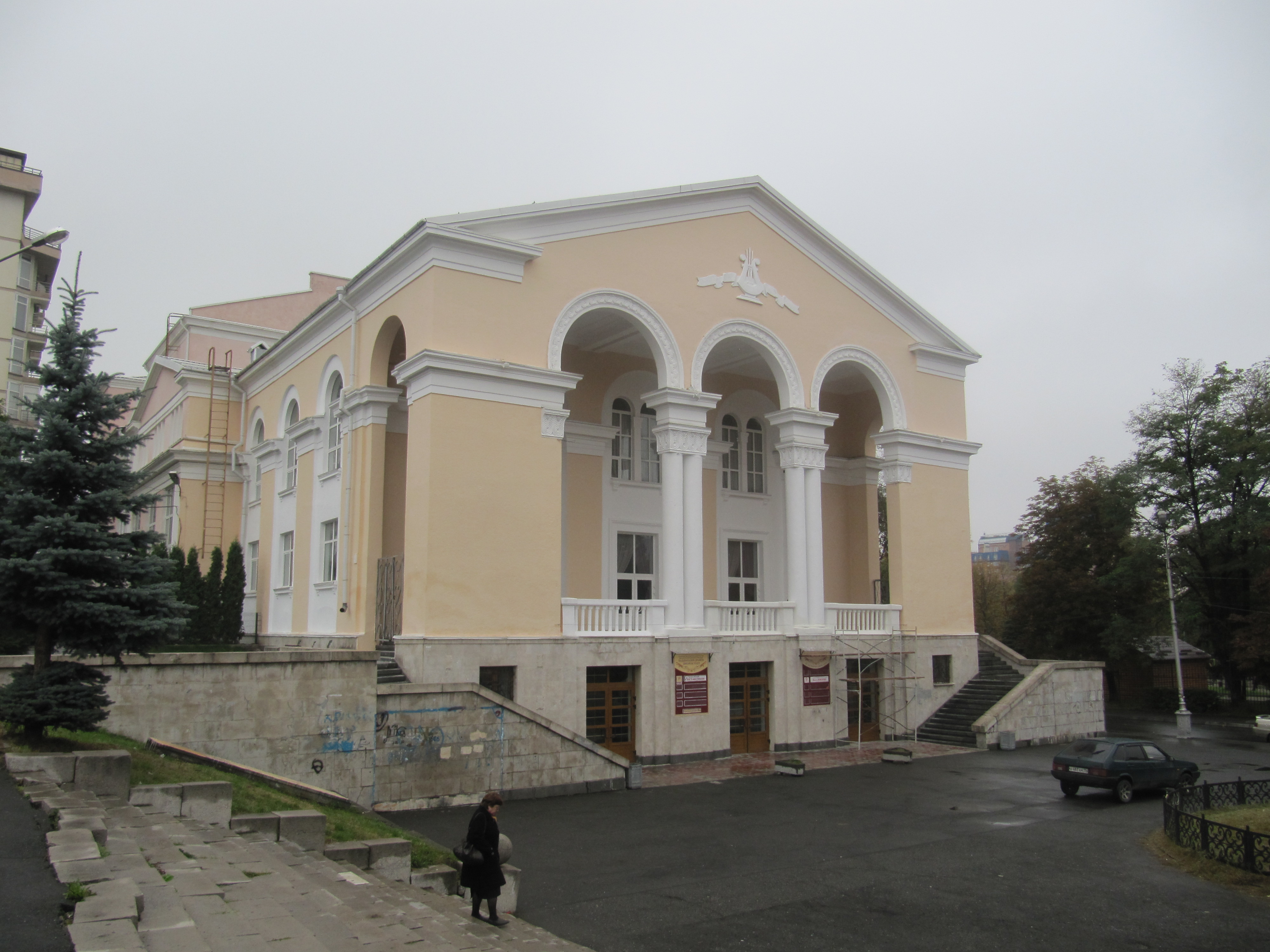
После реставрации, 2015 год